# Kasseler Sport-Verein Hessen Kassel e.V.
Kasseler Sport-Verein Hessen Kassel e.V. é uma agremiação esportiva alemã, fundada em 1893, em Kassel, em Hesse. 

## História
O clube foi fundado como FC Union 93 Kassel, em 1893, e apenas dois anos mais tarde se juntou ao FC Hassia 93 Cassel para formar o Casseler FV 95. Em 1919, houve a fusão com o VfK Kassel resultando no SV Kurhessen Kassel.
Foi como Kurhessen que o clube aderiu à Gauliga Hessen, uma das dezesseis divisões máximas estabelecidas a partir da reorganização do futebol alemão, em 1933, sob a égide do Terceiro Reich. O time foi rebaixado ao final da temporada 1935-1936 e fez o seu caminho de volta, em 1938, mas continuou a promover más campanhas, evitando por pouco um novo descenso. O melhor resultado ocorreu, em 1942, na recém-formada Gauliga Kurhessen, terminando a apenas dois pontos do vencedor, 1. SV Borussia Fulda 04. Em 1944, houve uma nova fusão com o CSC 03 Kassel para formar o KSG SV Kurhessen/CSC 03 Kassel. Novamente o clube terminou a dois pontos dos líderes da divisão, conquistando o terceiro lugar no saldo de gols.
A Gauliga Kurhessen foi reorganizada em três grupos para a temporada seguinte e o time foi incluído no Grupo Kassel, mas a região foi assolada pela Segunda Guerra Mundial, portanto, houve uma paralisação do campeonato.
Após a guerra, o SVKK era um dos times que se reuniram para formar o Gründung der Sportgruppe Süd, uma associação então ativa em vários esportes. O clube tornou-se VfL Kassel, em 1946, e finalmente se uniu ao Kasseler SV Kassel, em novembro de 1947 para se tornar o atual KSV Hessen Kassel.
O clube rapidamente se estabeleceu como um participante despercebido de segundo nível. A equipe traçou seu caminho em direção à Oberliga Süd, mas, em 1963, com o advento da Bundesliga, foi incluído na Regionalliga Süd (II). Em 1964, o time conquistou o primeiro lugar, mas não conseguiu a promoção nos play-offs. O time, portanto, continuou na segunda divisão até meados dos anos 1970, quando seu desempenho piorou bastante. O clube caiu para a Amateur Oberliga Hessen (III) e nesse módulo permaneceu até o início da década seguinte, quando chegou a conseguir um avanço à 2. Bundesliga. Durante a década de 1980, o time flertou com o acesso, mas não conseguiu manter sua posição de líder. Já em 1985, ao perder para o Nuremberg por 2 a 0, em jogo válido pela última rodada da temporada, o time deixou escapar a chance de rumar à elite do futebol alemão.
A corrida rumo à Bundesliga, durante a década de 1980 e a chegada às quartas de final da Copa da Alemanha, em 1991, representam o ápice da agremiação. O clube chegou à bancarrota, em 1993, sendo refundado como FC Hessen Kassel. Este também encontrou sérios problemas de ordem financeira e, em 1998, também chegou à falência. Acabou rebaixado à Kreisliga Hessen A (VIII). Mas, o Kassel começou a sua recuperação ao ficar invicto ao longo de duas temporadas, avançando para a Oberliga Hessen (IV), à qual venceu na temporada 2005-2006, conquistando a promoção para a Regionalliga Süd (III). Na temporada 2007-2008, não se classificou para a nova terceira liga, recém-criada com um menor número de clubes, permanecendo na Regionalliga Süd, que se tornara o quarto módulo. Na temporada 2010-2011, o time chegou muito perto do acesso, mas ficou na terceira colocação.

## Títulos

### Liga
- 2ª Oberliga Süd (II) 
  - Campeão: 1962;
  - Vice-campeão: 1953;
- Regionalliga Süd 1963-1974; (II) 
  - Campeão: 1964;
- Regionalliga Süd (IV)
  - Vice-campeão: 2009;
- Oberliga Hessen
  - Champions: 1949, 1980, 1989, 1991, 2006;
  - Vice-campeão: 1988, 2003, 2004;
- Verbandsliga Hessen-Nord
  - Campeão: 1967‡, 1971‡, 1984‡, 1989‡, 1995‡, 2002;
  - Vice-campeão: 2011;‡

### Copas
- Hesse Cup
  - Vencedor: 1961‡
  - Vice-campeão: 1948‡, 1968‡, 1975, 2010, 2011;

- ‡ Vencido com o time reserva.

## Cronologia recente
As recentes performances do clube:
| Temporada | Divisão                | Módulo | Posição |
| 1999–2000 |                        |        |         |
| 2000–01   |                        |        | ↑       |
| 2001–02   | Landesliga Hessen-Nord | V      | 1ª ↑    |
| 2002–03   | Oberliga Hessen        | IV     | 2ª      |
| 2003–04   | Oberliga Hessen        | IV     | 2ª      |
| 2004–05   | Oberliga Hessen        | IV     | 13ª     |
| 2005–06   | Oberliga Hessen        | IV     | 1ª ↑    |
| 2006–07   | Regionalliga Süd       | III    | 10ª     |
| 2007–08   | Regionalliga Süd       | III    | 14ª     |
| 2008–09   | Regionalliga Süd       | IV     | 2ª      |
| 2009–10   | Regionalliga Süd       | IV     | 4ª      |
| 2010–11   | Regionalliga Süd       | IV     | 3ª      |
| 2011–12   | Regionalliga Süd       | IV     | 11ª     |